# Spindlere
Spindlere er leddyr i klassen Arachnida.

## Klassifikation
Klasse: Arachnida
- Orden: Uropygi (Piskeskorpioner)
- Orden: Schizomida
- Orden: Amblypygi
- Orden: Palpigradi
- Orden: Araneae (Edderkopper)
- Orden: Ricinulei
- Orden: Scorpionida (Skorpioner)
- Orden: Pseudoscorpionida
- Orden: Solpugida (Solifuger)
- Orden: Opiliones (Mejere)
- Underklasse: Acari (Mider)